# Nora Foss al-Jabri (album)
Nora Foss al-Jabri è l'album di debutto eponimo della cantante norvegese Nora Foss al-Jabri, pubblicato il 1º aprile 2011 su etichetta discografica DaWorks Records.

## Tracce
1. Stay Right Here – 3:27
2. Love Don't Have an Age – 3:41
3. Dressed in Black – 3:43
4. Notice Me – 3:36
5. What Are the Odds of That – 3:27
6. Limbo – 3:33
7. Turn Out That Way – 3:52
8. Say That You Never – 4:23
9. Your Smile – 3:00
10. Over the Rainbow – 4:01

## Classifiche
| Classifica (2011) | Posizione massima |
| ----------------- | ----------------- |
| Norvegia          | 31                |